# Linus Gerdemann

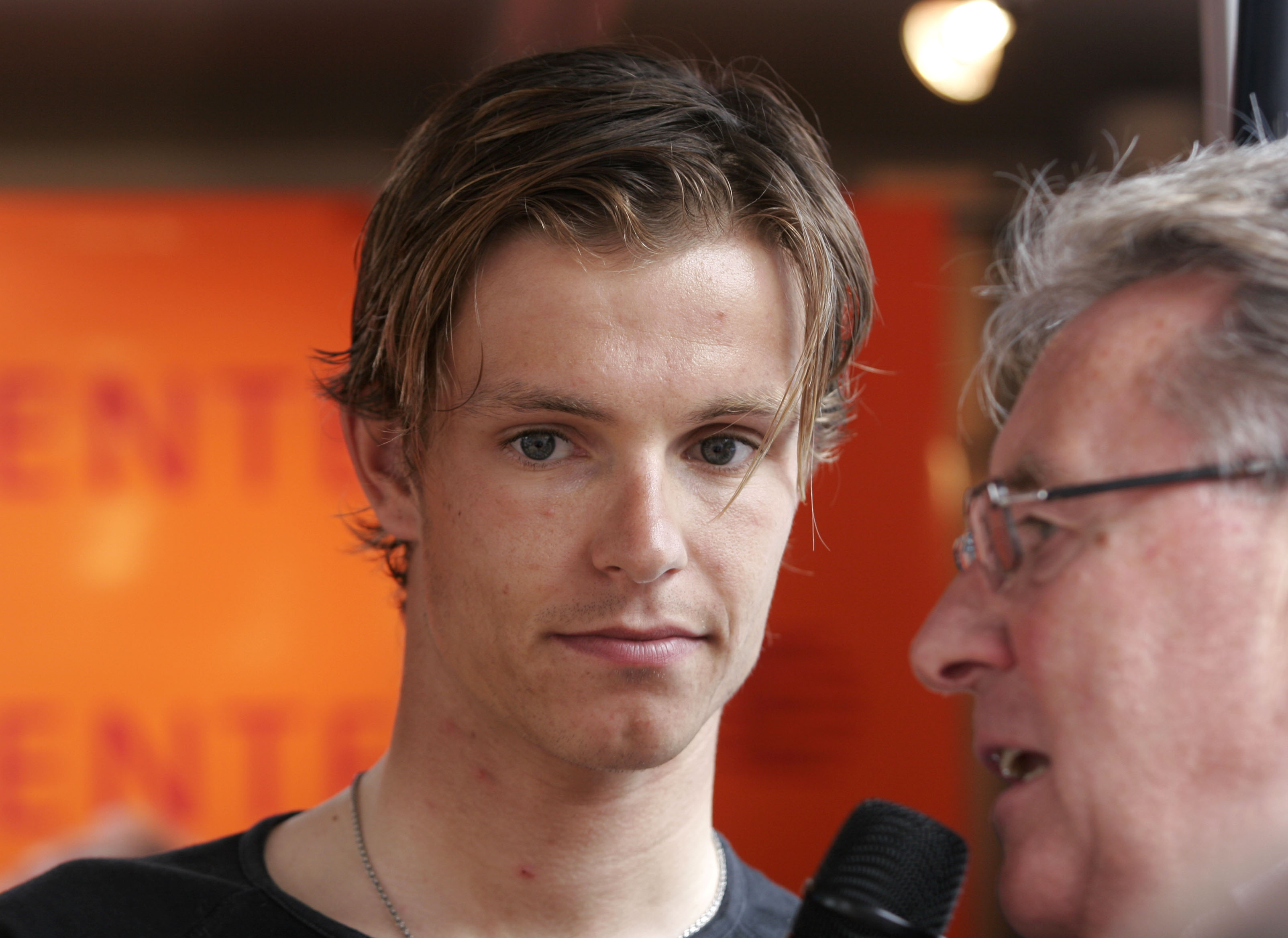
Linus Gerdemann am 2. August 2007 in Lorsch beim Entega Grand Prix

Linus Gerdemann (* 16. September 1982 in Münster) ist ein ehemaliger deutscher Radrennfahrer, der eine Etappe der Tour de France 2007 und die Gesamtwertung der Deutschland Tour 2008 gewann.

## Karriere
In seiner Jugend fuhr Gerdemann ausschließlich Mountainbike. Nach einem Verkehrsunfall 1999, bei dem er sich das Schienbein brach, musste er diesen Sport aufgeben. Da er jedoch weiterhin Sport treiben wollte und zur Rehabilitation sollte, stieg er auf das Rennrad um, nachdem er im Keller eines Freundes ein solches gefunden hatte und widmete sich dem Straßenradsport.
Seine ersten Erfolge feierte er als Sieger der U23-Radbundesliga der Jahre 2003 und 2004 im Team Winfix (später Team Akud). Der damalige U23-Bundestrainer Peter Weibel versagte ihm aber die Teilnahme an der Straßen-Radweltmeisterschaft wegen angeblich mangelnder Teamfähigkeit. Durch Vermittlung von Dennis Kraft und Jens Voigt fuhr er seit Juni 2005 für das Team CSC von Bjarne Riis. Bereits kurz nach seinem Profidebüt konnte er Etappensiege bei der Bayern-Rundfahrt und der Tour de Suisse gegen die etablierte Weltspitze einfahren. Von CSC wurde er dann bei schweren Rundfahrten wie der Vuelta a España eingesetzt, wo er 2005 das Auftaktzeitfahren als bester Deutscher beendete.
In den Jahren 2006 und 2007 fuhr er für das UCI ProTeam T-Mobile. In diesem Team zeigte er ebenfalls erste Erfolge, wie 2006 bei der Katalonien-Rundfahrt und der Tour de Suisse, die er als Gesamt-Siebter beendete. Um den neuen Antidopingrichtlinien des Teams zu genügen, beendete er seine Zusammenarbeit mit dem umstrittenen Mediziner und Trainer Luigi Cecchini.
Beim Prolog der Deutschland Tour 2006 wurde Linus Gerdemann mit noch nicht einmal einer Sekunde Rückstand auf den Ersten Zweiter und war somit der beste deutsche Fahrer. Diese gute Leistung konnte er aber im weiteren Verlauf der Rundfahrt nicht bestätigen und landete, nachdem er bei den beiden Gebirgsetappen viel Zeit auf die Spitze verloren hatte, im Mittelfeld des Gesamtklassements.
Seinen bis dahin größten Erfolg konnte Gerdemann am 14. Juli 2007 verbuchen, als er die 7. Etappe der Tour de France im Zielort Le Grand-Bornand sowie die vorangehende Bergwertung am Col de la Colombière gewinnen konnte. Durch den Etappensieg erhielt er das Gelbe Trikot des Gesamtführenden und das Weiße Trikot des besten Nachwuchsfahrers (das er zwei Tage trug), außerdem wurde er zum kämpferischsten Fahrer der Etappe gewählt.
Bei der Tirreno–Adriatico 2008 zog er sich beim 26-km-langen Einzelzeitfahren beim Sturz in die Absperrung einen doppelten Beinbruch zu, beendete jedoch die Etappe noch an achter Position. Die Teilnahme an der Tour de France und den Olympischen Spielen musste er daraufhin absagen. Bei seinem Comeback im August 2008 gewann er gleich eine Etappe und die Gesamtwertung der Tour de l’Ain. Im Zeitfahren dieser Rundfahrt belegte er Platz zwei hinter seinem Teamkollegen Tony Martin.
Bei der Deutschland Tour 2008 gewann er die Königsetappe nach Hochfügen. Er übernahm damit die Führung in der Gesamt- und der Punktewertung und sicherte sich durch einen vierten Platz im abschließenden Zeitfahren in Bremen auch den Gesamtsieg vor seinem Teamkollegen Thomas Lövkvist.
Er wurde vom Sportbund der Stadt Münster beim Ball des Sports 2008 als Sportler des Jahres ausgezeichnet.
Für die Saison 2009 wurde Gerdemann durch verbliebene deutsche ProTeam, das Team Milram, als Kapitän und teilte sich diese Rolle mit dem Sprinter Gerald Ciolek. Für Milram gewann er 2009 die Gesamtwertung der Bayern-Rundfahrt 2009, 2010 die Trofeo Inca sowie eine Etappe bei Tirreno–Adriatico, konnte jedoch bei der Tour de France keine Erfolge erzielen.
Nachdem das Team Milram zum Ende der Saison 2010 aufgelöst worden war, wechselte Gerdemann zum luxemburgischen Team Leopard-Trek. Bei der Luxemburg-Rundfahrt 2011 holte er für dieses Team sowohl einen Etappen-, als auch den Gesamtsieg. Im Jahr 2012 blieb er dem Team treu, das selbst mit dem US-amerikanischen Team RadioShack fusionierte und 2012 als RadioShack-Nissan firmierte. Nachdem Gerdemanns Vertrag Ende 2012 ausgelaufen war, fand er für 2013 kein neues Team, so dass er 2013 keine Rennen fuhr.
Im Jahr 2014 startete Gerdemann ein Comeback für das Team MTN Qhubeka. Nach einer durchwachsenen Saison mit vielen gesundheitsbedingten Pausen wechselt er aufgrund einer Strategieänderung des Teams MTN Qhubeka zur Saison 2015 zum UCI Professional Continental Team Cult Energy Vital Water, für das er die Luxemburg-Rundfahrt gewann. Diese Mannschaft ging im Jahr 2016 im Team Stölting Service Group auf.
Als er nach der Auflösung des Teams Stölting keine neue Mannschaft zur Saison 2017 fand, beendete er seine Radsportlaufbahn. Er betreibt ein Restaurant auf Mallorca.

## Erfolge

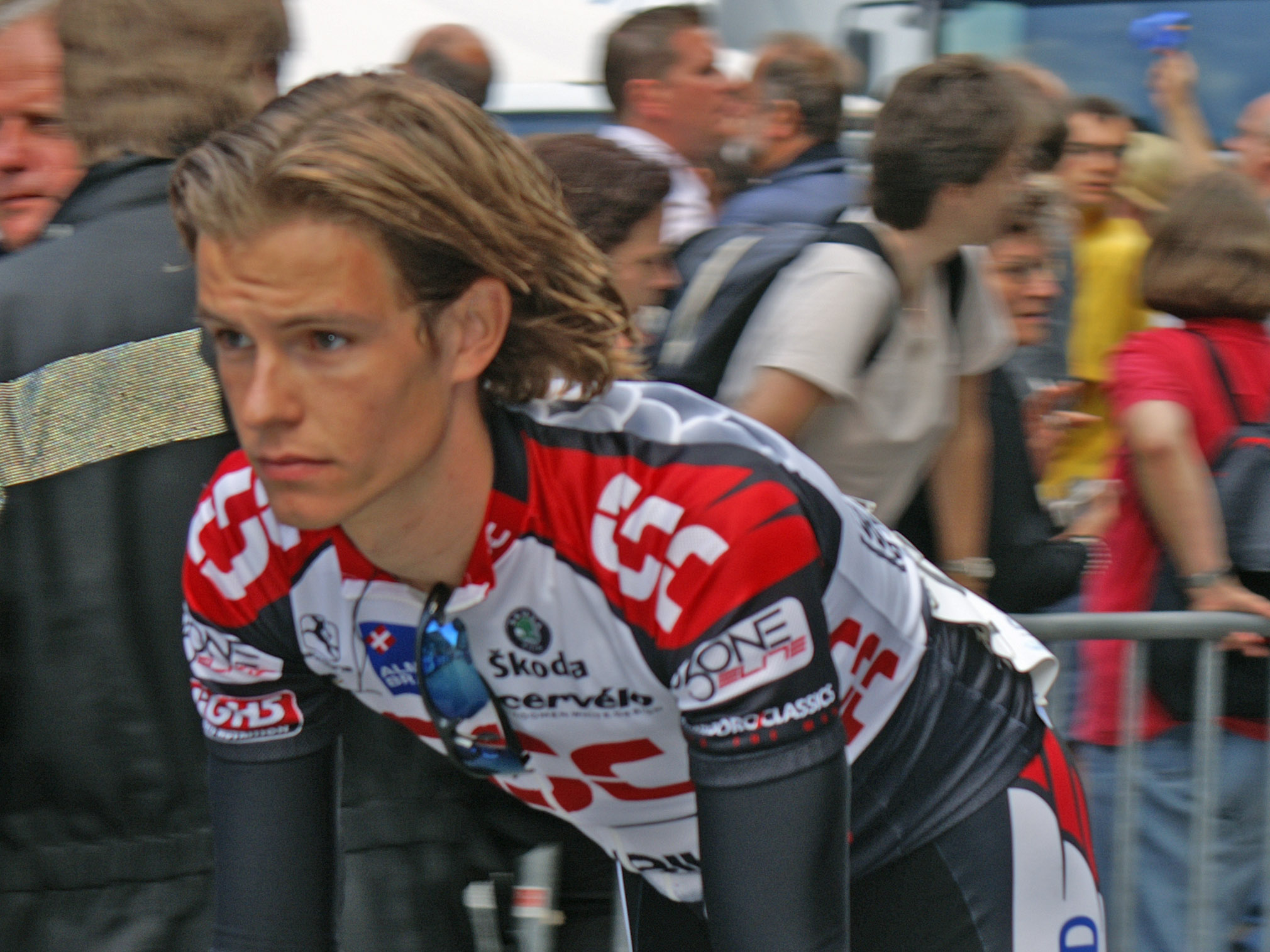
Bei den HEW Cyclassics 2005

2004
U23-Bundesliga
2003
U23-Bundesliga
2005
eine Etappe Tour de Suisse
2007
eine Etappe Tour de France
2008
Gesamtwertung und eine Etappe Deutschland Tour
Gesamtwertung und eine Etappe Tour de l’Ain
Coppa Agostoni
2009
Gesamtwertung Bayern-Rundfahrt
2010
Trofeo Inca
eine Etappe Tirreno-Adriatico
2011
Gesamtwertung und eine Etappe Luxemburg-Rundfahrt
2014
eine Etappe und Bergwertung Tour d’Azerbaïdjan
2015
Gesamtwertung und eine Etappe Luxemburg-Rundfahrt

## Grand Tours-Platzierungen
| Grand Tour            | 2005 | 2006 | 2007 | 2008 | 2009 | 2010 | 2011 | 2012 |
| --------------------- | ---- | ---- | ---- | ---- | ---- | ---- | ---- | ---- |
| Giro d’ItaliaGiro     | –    | –    | –    | –    | –    | 16   | –    | –    |
| Tour de FranceTour    | –    | –    | 35   | –    | 23   | 84   | 60   | –    |
| Vuelta a EspañaVuelta | 72   | –    | –    | –    | DNF  | –    | –    | DNF  |